# Kodaseege, Heggadadevankote
Kodaseege là một làng thuộc tehsil Heggadadevankote, huyện Mysore, bang Karnataka, Ấn Độ.